# Warriors Orochi
Warriors Orochi (無雙OROCHI Vô song Orochi, Musō Orochi) là một trò chơi điện tử phong cách chặt chém trên nền PlayStation 2 và Xbox 360, do Koei và Omega Force phát triển. Đây là một phiên bản kết hợp giữa hai dòng game nổi tiếng của Koei là Dynasty Warriors và Samurai Warriors (chủ yếu là Dynasty Warriors 5 và Samurai Warriors 2). Game được phát hành ngày 21 tháng 3 năm 2007 tại Nhật Bản, 18 tháng 9 tại Hoa Kỳ, 21 tháng 9 tại Châu Âu, 27 tháng 9 tại Australia và 28 tháng 9 tại New Zealand. Phiên bản trên Xbox 360 được phát hành tại Nhật ngày 13 tháng 9. Game cũng được phát hành tại Anh cùng ngày với phiên bản trên PlayStation 2 tại Hoa Kỳ.
Phiên bản trên PSP được phát hành tháng 2 năm 2008 tại Nhật, ngày 25 tháng 3 tại Hoa Kỳ và 28 tháng 3 tại Anh. Phiên bản trên PC được phát hành tại Hoa Kỳ ngày 25 tháng 3 năm 2008.
Phần tiếp theo của game, Warriors Orochi 2, được phát hành tại Nhật ngày 3 tháng 4 năm 2008 và sẽ được phát hành tại châu Âu cũng như Bắc Mỹ vào tháng 9.

## Nội dung và nhân vật
Xà Vương Orochi là một nhân vật hư cấu trong thần thoại Nhật Bản, cũng là nhân vật trung tâm trong game. Orochi tạo ra được một lỗ hổng không - thời gian, bắt cóc các chiến binh của thời Tam quốc tại Trung Quốc và thời Chiến quốc tại Nhật Bản (kéo dài khoảng 1400 năm lịch sử), với ý đồ thách thức sức mạnh của các chiến binh ở cả hai thời đại.
Câu chuyện trong game được chia làm 4 phần có liên quan lẫn nhau. Ở mỗi phần, người chơi sẽ bắt đầu với 3 nhân vật mặc định. Các nhân vật còn lại sẽ được mở khóa trong suốt quá trình chơi khi người chơi đạt được một số điều kiện nhất định ở một màn chơi nào đó. Mặc dù mỗi phần chơi được đặt tên theo các nước thời Tam quốc giống như trong dòng game Dynasty Warriors (và một phần chơi được đặt tên theo dòng game Samurai Warriors) nhưng các nhân vật từ các phe khác nhau sẽ cùng hợp sức chống lại Orochi trong một trận chiến cuối cùng. Để đảm bảo cốt truyện, phần lớn các nhân vật và phe phái trong các dòng game trước sẽ được tráo đổi, nhưng ở mục lựa chọn nhân vật, họ vẫn sẽ được sắp xếp theo đúng vị trí ban đầu.
Có tổng cộng 79 nhân vật trong game: 48 chiến binh từ Dynasty Warriors 5 và 29 chiến binh từ Samurai Warriors (bao gồm cả Yoshimoto Imagawa, Kunoichi và Goemon Ishikawa chỉ xuất hiện trong phiên bản Samurai Warriors 1). Ngoài ra còn có thêm 2 nhân vật đặc biệt: Xà Vương Orochi (远吕智/八歧大蛇), một quái vật huyền thoại của Nhật Bản cổ đại, và Da Ji (Đát Kỷ - 妲己), mỹ nhân bên cạnh vua Trụ nhà Thương trong tiểu thuyết Phong thần diễn nghĩa. Vũ khí của Orochi là một cái lưỡi hái lớn có tên Eternal Agony còn vũ khí của Da Ji là một cặp cầu bay có tên Orb of Ruin.
Trong game còn có các nhân vật khác không do người chơi điều khiển xuất hiện trong tất cả các phe Samurai Warriors, Dynasty Warriors và cả lực lượng của Orochi.

### Phe Shu (Thục)
Bối cảnh của phần chơi là sau trận chiến với Orochi, quân Thục trở nên rệu rã, nhiều tướng nhà Thục bị Orochi bắt cóc, mất tích hoặc gia nhập vào phe khác. Zhao Yun (Triệu Vân) bị giam trong Lâu đài Ueda, tuyệt vọng vì thất lạc tin tức của chúa công Liu Bei (Lưu Bị) rồi được Zuo Ci (Tả Từ), Yoshihiro Shimazu và Xing Cai (Tinh Thái) giải thoát. Zuo Ci tiết lộ cho Zhao Yun những tin tức động trời khiến ngài phải dấn thân vào một nhiệm vụ với sự giúp đỡ của các đồng minh bất ngờ.
- Nhân vật mặc định: Zhao Yun, Xing Cai, Yoshihiro Shimazu
- Nhân vật mở khóa: Ginchiyo Tachibana, Yue Ying (Hoàng Nguyệt Anh), Magoichi Saika, Jiang Wei (Khương Duy), Yukimura Sanada, Pang De (Bàng Đức), Meng Huo (Mạnh Hoạch), Zhu Rong (Chúc Dung), Goemon Ishikawa, Yuan Shao (Viên Thiệu), Masamune Date, Musashi Miyamoto, Guan Yu (Quan Vũ), Zhang Fei (Trương Phi), Zhuge Liang (Gia Cát Lượng), Liu Bei (Lưu Bị)
- Màn chơi: Ueda Castle (Thượng Điền thành), Hasedo, Nanzhong (Nam Trung) (2 lần), Cheng Du (Thành Đô), Shizugatake, Huarong Pass (Hoa Dung), The Wu Territory (Lãnh thổ nước Ngô), Jie Ting (Nhai Đình), Hu Lao Gate (Hổ Lao Quan), Tedorigawa, Edo Castle (Giang Hộ thành), Xi Liang (Tây Lương), Mikatagahara.

### Phe Wei (Ngụy)
Phần chơi bắt đầu khi Cao Cao (Tào Tháo) biến mất trong trận chiến với phe Orochi. Con trai ông là Cao Pi (Tào Phi) tự mình lãnh đạo quân đội phe Ngụy liên minh với Orochi cùng với quân sư của hắn là Da Ji (Đát Kỷ). Một vài tướng Ngụy cự tuyệt việc đầu hàng, hoặc gia nhập vào các phe chống lại Orochi. Có trong tay một liên minh mới, Orochi ra lệnh cho Cao Pi tiêu diệt tất cả những ai chống lại hắn. Mặc dù Cao Pi tỏ ra tuyệt đối tuân lệnh Orochi, nhưng đằng sau đó lại có những động cơ thầm kín trong kế hoạch của mình.
- Nhân vật mặc định:,, Cao Pi (Tào Phi), Zhang Liao (Trương Liêu), Xu Huang (Từ Hoảng)
- Nhân vật mở khóa: Xu Zhu (Hứa Chử), Mitsunari Ishida, Zhang He (Trương Cáp), Nene, Xiahou Dun (Hạ Hầu Đôn), Xiahou Yuan (Hạ Hầu Uyên), Pang Tong (Bàng Thống), Huang Gai (Hoàng Cái), Diao Chan (Điêu Thuyền), Oichi, Nagamasa Azai, Yoshimoto Imagawa, Gan Ning (Cam Ninh), Dian Wei (Điển Vi)
- Màn chơi: Kuzegawa, Tian Shui (Thiên Thủy), Nanzhong (2 lần), Xia Kou (Hạ Khẩu), Ji Province (Ký Châu), Yiling (Di Lăng), Saika Village, Odawara Castle (Tiểu Điền Nguyên thành), The Five Gates, Chen Cang (Trần Thương), Liang Province (Lương Châu), Yamazaki, He Fei Castle (Thành Hợp Phì).

### Phe Wu (Ngô)
Ở phần này, Orochi bắt cóc Sun Jian (Tôn Kiên) và các tướng nhà Ngô để đe đọa và dụ dỗ những người con của Sun Jian quy hàng. Ngoài ra, Orochi cũng yêu cầu các tướng và thủ lĩnh quân phiến loạn phải rút lui để đổi lấy Sun Jian. Sun Ce (Tôn Sách) là người đầu tiên tham gia vào phe chống lại Orochi, dưới sự lãnh đạo của Sakon Shima, bất chấp sự phản đối kịch liệt của hai em là Sun Quan (Tôn Quyền) và Sun Shangxiang thành ra hai người biến thành phản tặc.
- Nhân vật mặc định: Sun Ce, Ieyasu Tokugawa, Hanzo Hattori.
- Nhân vật mở khóa: Zhou Yu (Chu Du), Ranmaru Mori, Taishi Ci (Thái Sử Từ), Kotaro Fuma, Lu Meng (Lữ Mông), Sakon Shima, No, Kunoichi, Sun Shangxiang, Ina, Da Qiao (Đại Kiều), Zhou Tai (Chu Thái), Keiji Maeda, Sun Quan, Sun Jian.
- Màn chơi: Mt. Ding Jun (Định Quân Sơn), Chang Ban (Trường Bản), Chang Shan (Thường Sơn), Odani Castle, Jian Ye (Kiến Nghiệp), Osaka Castle, Wan Castle (Uyển Thành), Sekigahara, Anegawa, He Fei (Hợp Phì), Osaka Bay (Đại Phản loan), Komaki-Nagakute, Ji Province (Ký Châu), Chi Bi (Xích Bích).

### Phe Samurai Warriors
Trong phần này, Nobunaga Oda, Shingen Takeda và Kenshin Uesugi mỗi người lãnh đạo một lực lượng chống lại phe Orochi. Mặc dù tình thế rất ngặt nghèo, nhưng ba lãnh chúa vẫn không chịu hợp tác với nhau trong cuộc chiến với Orochi mà chỉ tập trung vào việc thôn tính các lực lượng nhỏ hơn nhằm mở rộng phạm vi của mình.
- Nhân vật mặc định: Nobunaga Oda, Mitshuhide Akechi, Hideyoshi Toyotomi.
- Nhân vật mở khóa: Guan Ping (Quan Bình), Huang Zhong (Hoàng Trung), Ma Chao (Mã Siêu), Okuni, Xiao Qiao (Tiểu Kiều), Zhang Jiao (Trương Giác), Lu Xun (Lục Tốn), Dong Zhuo (Đổng Trác), Ling Tong (Lăng Thống), Cao Ren (Tào Nhân), Sima Yi (Tư Mã Ý), Kanetsugu Naoe, Shingen Takeda, Kenshin Uesugi.
- Màn chơi: Jing Province (Kinh Châu), Honno-Ji, Kawanakajima, Kyushu (Cửu Châu), Xia Pi (Hạ Bi), Tong Gate (Đồng Quan), Si Shui Gate (Dĩ Thủy Quan), Guan Du (Quan Độ), Nagashino, Fan Castle (Phàn Thành), Odawara Castle, Wu Zhang Plains (Ngũ Trượng Nguyên), Kanegasaki, Bai Di Castle (Bạch Đế Thành).

### Phe Orochi
Quân đội của Orochi bao gồm binh lính có màu da xanh xám hành động giống như những lực lượng chính khác trong game. Các nhân vật trong cả hai dòng game Dynasty Warriors và Samurai Warriors đều tự mình quy hàng hoặc bị Orochi đánh bại rồi tham chiến dưới trướng của Orochi. Đầu não của Orochi nằm ở Lâu đài Koshi, nơi diễn ra những trận chiến cuối cùng của mỗi phần chơi trong game.
Các nhân vật của phe Orochi:
- Xà Vương Orochi: Tổng chỉ huy quân đội phe Orochi(Mở khóa khi bạn có đủ 78 nhân vật)
- Da Ji: Quân sư của Orochi(Mở khóa khi chiến thắng ở 8 màn bình thường và 8 màn X)
- Các nhân vật quan trọng đầu hàng Orochi:
  - Lu Bu (Lữ Bố): Vệ sĩ của Orochi(Mở khoá khi đánh bại ông ở màn 8-X của tất cả các phe)
  - Dong Zhuo (Đổng Trác): Chỉ huy quân đội (Mở khóa trong phần chơi phe Samurai Warriors)
  - Pang De (Bàng Đức): Người đàn áp các cuộc nổi dậy chống lại phe Orochi (Mở khóa trong phần chơi phe Shu)
  - Masamune Date: Tướng quân (Mở khóa trong phần chơi phe Shu)
  - Keiji Maeda: Con hổ được Orochi thuần phục (Mở khóa trong phần chơi phe Ngô)
  - Cao Ren (Tào Nhân): (Mở khóa trong phần chơi phe Samurai Warriors)
  - Sima Yi (Tư Mã Ý): Quân sư (Mở khóa trong phần chơi phe Samurai Warriors)
  - Diao Chan (Điêu Thuyền): Tướng quân (Mở khóa trong phần chơi phe Ngụy)

Trong phiên bản tiếng Anh của game, các tướng phe Orochi đều được đặt tên theo một loại rắn (tên thông thường) như một sự chơi chữ bởi Orochi là Vua các loài rắn. Các tướng này đều có chung một ngoại hình và đều là các nhân vật không do người chơi điều khiển. Tên các tướng này trong tiếng Anh gồm:
- Hognose, Yellowbelly, Sidewinder, Lancehead, Urutu, Cottonmouth, Diamondback, Bushmaster, Mamushi, Coachwhip, Copperhead, Keelback, Hooknose, Patchnose, Boomslang.

## Lối chơi

### Các yếu tố mới
- Người chơi có thể chọn ra ba nhân vật bất kỳ từ tất cả các phe tạo thành một nhóm. Người chơi có thể chuyển qua lại các nhân vật trong suốt trận đấu. Những nhân vật ẩn sẽ không xuất hiện, trong khi đó máu và năng lượng Musou sẽ dần dần hồi phục. Tuy nhiên, nếu một nhân vật bị đánh bại, màn chơi kết thúc và người chơi sẽ thua, kể cả khi 2 nhân vật còn lại vẫn nguyên vẹn.
- Tất cả các nhân vật được chia thành các lớp: Power (thiên về Sức mạnh), Speed (thiên về Tốc độ) và Technique (thiên về Kỹ thuật).
- Tất cả các nhân vật đều có một chiêu mới gọi là Special Attack(với Speed type thì có 2). Chiêu này sẽ hao tốn ít hoặc không tốn Musou, khác nhau đối với từng nhân vật và từng lớp (như đã nói ở trên).
- Tất cả các nhân vật đều có một Personal Item riêng có thể nhận được khi hoàn thành các điều kiện riêng đối với từng nhân vật và sẽ mở khóa được tấm Artwork cuối cùng của nhân vật đó trong mục Gallery.
- Các chỉ số của vũ khí có thể được nâng cao bằng hệ thống Weapon Fusion (Hợp nhất vũ khí). Người chơi có thể kết hợp các thuộc tính của những vũ khí khác nhau để tạo thành một vũ khí mạnh hơn. Việc này sẽ lấy đi một lượng nhất định kinh nghiệm mà người chơi tích lũy được (có thể tích lũy tối đa 99 999 điểm kinh nghiệm).

### Các yếu tố được dùng lại
Phần cốt lõi của lối chơi trong game được kết hợp từ những yếu tố đã có từ Dynasty Warriors 5 và Samurai Warriors 2:
Màn hình lựa chọn nhân vậtCác nhân vật Dynasty Warriors được chia theo các nước mà họ xuất hiện trong Tam quốc. Các nhân vật Samura Warriors được chia theo các phiên bản Samurai Warriors mà họ xuất hiện.
Phát âm tên các nhân vậtKhông giống như các game dòng Dynasty Warriors, phiên bản tiếng Anh của Warriors Orochi đã sửa lại phần phát âm tên các tướng thời Tam quốc. Tiêu biểu nhất là Cao Cao, trong Dynasty Warriors, Cao Cao được phát âm như là "cow cow", nhưng trong phiên bản này đã được sửa lại thành "ts'au ts'au" theo phiên âm tiếng Hoa truyền thống. Cách phát âm mơi này cũng được dùng cho các nhân vật Cao Pi, Cao Ren và Xing Cai.
Mục Art galleryMục này trưng bày những bức tranh vẽ chân dung các nhân vật và những đoạn phim quảng cáo từ những dòng game trước. Tuy nhiên những đoạn quảng cáo này bị cắt đi ở các phiên bản PlayStation 2, Xbox 360, PSP và PC phát hành tại Hoa Kỳ.
Mức độ ChaosĐây là mức khó nhất trong game và được đưa ra từ khi bắt đầu tất cả các màn chơi. Trong khi đó, trong Dynasty Warriors 5 và Samurai Warriors 2, người chơi chỉ có thể tiếp cận độ khó này sau khi đã hoàn thành một số điều kiện đặc biệt.
Nhạc nềnNhạc nền game là sự kết hợp giữa các bài nhạc nền gốc mang phong cách rock trong Dynasty Warriors 5 và phong cách techno trong Samurai Warriors 2. Ngoài ra có một số bài hát mới được sáng tác riêng cho game. Nhạc nền khi Lu Bu xuất hiện mang cả hai phong cách này.
Nhiều người chơiNgười chơi thứ hai cũng sẽ điều khiển một nhóm nhân vật giống như người chơi thứ nhất, nhưng các nhân vật khác nhau về màu sắc quần áo.
Các màn chơiCác màn chơi cũ của hai game được dùng lại, trong đó một số được thay đổi do bị ảnh hưởng siêu nhiên của Orochi tác động. Đó là những màn chơi mà mặt đất bị thiêu đốt hay các lâu đài xây dựng từ thế kỉ 16 của Nhật Bản lại xuất hiện trong bối cảnh của thời Tam quốc. Đặc biệt, màn Koshi Castle sẽ là địa điểm diễn ra trận chiến cuối cùng của tất cả các phần chơi.
Trang bịTrong quá trình chơi, người chơi có thể đạt được một số Ability (kĩ năng) giống như trong Samurai Warriors 2 (nhưng khác biệt ở chỗ trong Warriors Orochi bạn không cần phải "mua" các kỹ năng bằng gold như trong Samurai Warriors 2 mà chỉ phải thực hiện một số yêu cầu nhất định). Nhưng hệ thống này lại có điểm giống với Samurai Warriors 1 khi mà game chỉ hạn chế một số lượng Ability nhất định có thể trang bị cho nhân vật trong 1 thời điểm.
Góc nhìn cameraNgười chơi có quyền điều khiển hoàn toàn góc quay camera, giống như trong Samurai Warriors 2 (khác với trong Dynasty Warriors góc nhìn được game điều khiển và người chơi chỉ có thể đưa góc nhìn về phía sau của nhân vật).
Tuyệt chiêuGiống như Samurai Warriors 2 nhưng có sự mở rộng thêm, các nhân vật sẽ có khả năng thực hiện tuyệt chiêu Special Attack. Chiêu này sẽ khác nhau tùy theo mỗi nhân vật và lớp của nhân vật đó.
Đấu vũ khíPhần này giống như với Dynasty Warriors 5, sẽ không có bất kỳ thông tin nào về mức độ ưu thế của hai phe trong một lần đấu vũ khí. Điểm này khác với Samurai Warriors 2, khi các nhân vật đấu vũ khí, trên đầu họ sẽ hiện lên một thanh trạng thái thể hiện rõ ràng bên nào đang chiếm ưu thế.
Nhảy képKhả năng này được mở rộng từ Samurai Warriors 2. Tất cả các nhân vật thuộc lớp Speed đều có khả năng thực hiện một cú Air Dash (nhấn nút nhảy 2 lần liên tiếp), khi đó nhân vật có thể bay lên rất cao so với bình thường nhưng đồng thời cũng có thể di chuyện được một đoạn dài về phía trước (hay theo một hướng mà người chơi điều khiển). Khả năng này có thể được sử dụng để né một đòn tấn công trực diện hay bay sang một chỗ khác mà cú nhảy bình thường không thể làm được.
Các đòn tấn công gia tăngCác nhân vật có thể thực hiện một đòn combo nhiều hơn 6 cú đánh (hit), và để thực hiện được khả năng này, cần có một lượng điểm kinh nghiệm cần thiết, giống với Samurai Warriors.
Vũ khí cấp 4Đó là những vũ khí mạnh nhất mà một nhân vật có thể kiếm được trong quá trình chơi. Các vũ khí này có thể lấy được trong bất cứ màn chơi 3 sao trở lên với mức độ Hard, hoặc tất cả các màn với mức độ Chaos. Vũ khí này sẽ chứa những thuộc tính ngẫu nhiên, giống các vũ khí cấp thấp khác.
Gọi ngựaTrong Samurai Warriors 2, chỉ có Yukimura Sanada mới có thể gọi ngựa, nhưng trong Warriors Orochi, tất cả các nhân vật đều có khả năng này.
Danh mãNgười chơi có thể cưỡi Xích Thố (Red Hare) từ Dynasty Warriors 5 hoặc Matsukaze từ Samurai Warriors 2 khi đạt được và trang bị kỹ năng Cavalier cấp 10 cho nhân vật của mình.
Biểu hiện nét mặtGiống với Samurai Warriors, tất cả các nhân vật đều có những biểu hiện nét mặt khác nhau trong game khi nói, kể cả các nhân vật từ Dynasty Warriors 5.
Các Base captainGiống với Samurai Warriors 2, các Base captain (đội trưởng của một đơn vị quân đứng canh giữ các điểm biên giới của bản đồ) sẽ cầm thêm khiên giúp họ có thể tránh được một số đòn đánh của phe địch trước khi bị thương.
Điều kiện chiến thắngGiống với Dynasty Warriors 5, một số màn chơi đưa ra một số điều kiện mà nếu người chơi hoàn thành chúng sẽ chiến thắng hoàn toàn trong màn đó. Một điểm khác với Samurai Warriors 2, game không đưa vào chức năng thưởng gold cho người chơi khi hoàn thành các điều kiện của màn chơi.

### Các yếu tố không được dùng lại
- Chức năng Musou Rage trong Dynasty Warriors 5.
- Khả năng tự hồi Musou khi tấn công hoặc bị tấn công trong Dynasty Warriors 5.
- Khả năng sử dụng cung tên trong Dynasty Warriors 5 (trừ những nhân vật sử dụng vũ khí chính là cung tên).
- Không có các hộ vệ (bodyguard) như trong Dynasty Warriors 5. Chức năng này không còn cần thiết khi game được thay bằng hệ thống điều khiển đa nhân vật.
- Chức năng Dodge Roll trong Samurai Warriors 2.
- Các tuyệt chiêu Special Stance trong Samurai Warriors 2 được thay bằng các đòn Enhanced Strike.
- Thanh Musou nhiều tầng trong Samurai Warriors 2
- Kỹ năng phản chiến (counter attack) từ Dynasty Warriors 5 (ví dụ trên phiên bản PlayStation 2 kỹ năng này được thực hiện bằng cách giữ nút phòng ngự và bấm nút charge). Chỉ có các nhân vật thuộc lớp Technique mới có thể phản chiến bằng cách bấm nút R1 (trong phiên bản PlayStation 2) khi tấn công.
- Hệ thống Create-A-Warrior (tự tạo nhân vật) trong Dynasty Warriors 5: Extreme Legend/Empires và Samurai Warriors 2: Empires.
- Khả năng Double Jump (nhảy đúp) trong Samurai Warriors 2 (chức năng này được bỏ đi và thay thế bằng khả năng mở rộng Air Dash như ở trên) mặc dù các nhân vật có tốc độ cao có thể nhảy thêm một bước sau bước nhảy thường.

## Lợi nhuận
Warriors Orochi đã được bán ra hơn 1.5 triệu bản trên toàn thế giới.

## Bảng danh sách nhân vật
Là một game kết hợp giữa 2 dòng Chân Tam Quốc vô song (Dynasty Warriors) và Chiến Quốc vô song (Samurai Warriors) nên trò chơi sẽ có tất cả nhân vật của cả hai dòng, đồng thời có 2 nhân vật riêng lần đầu xuất hiện, một là nhân vật lịch sử xuất hiện thời Thương là Đắc Kỷ, hai là Orochi (phiên bản Trung, Nhật được biết dười tên 遠呂智-Viễn Lữ Trí).
Ngụy Quốc
| Danh xưng nhân vật | Thanh ưu               | Võ khí (Võ khí cấp 4)                  | Đạo cụ                 |
| ------------------ | ---------------------- | -------------------------------------- | ---------------------- |
| Hạ Hầu Đôn         | Trung Tỉnh Hòa Tai     | Phác đao (Diệt Kì Lân Nha)             | Bất thần chi nhãn đái  |
| Điển Vi            | Trung Tỉnh Hòa Tai     | Chiến phủ (Chơn Cực Ngưu Đầu)          | Nha môn chi kì         |
| Hứa Chử            | Cát Thủy Hiếu Hoành    | Toái bổng (Xi Vưu Bộc Bố Toái)         | Ngưu vĩ chi thủ bố     |
| Tào Tháo           | Ngạn Dã Hạnh Chánh     | Tướng kiếm (Ỷ Thiên Chi Gian Kiếm)     | Mạnh Đức tân thơ       |
| Hạ Hầu Uyên        | Đức Sơn Tịnh Ngạn      | Toái côn (Kim Cang Cửu Thiên Đoạn)     | Hạ Hầu cung            |
| Trương Liêu        | Điền Trung Đại Văn     | Câu liêm đao (Huỳnh Long Câu Liêm Đao) | Bạch Mã thiên          |
| Tư Mã Ý            | Lung Hạ Nghị           | Yến phiến (Cùng Kì Vũ Phiến)           | Tư Mã pháp             |
| Từ Hoảng           | Sơn Bản Khuê Nhất Lang | Đại phủ (Bạch Hổ Nha Đoạn)             | Võ kĩ bạch bố          |
| Trương Cáp         | Hạnh Dã Thiện Chi      | Thiết câu (Chu Tước Hồng)              | Chiến mỹ chi tường vy  |
| Chân Thị           | Trụ Hữu Ưu Tử          | Thiết địch (Yêu Cơ Nhựt Cuồng)         | Chân Cơ chi cổ cầm     |
| Tào Nhân           | Giang Xuyên Ương Sanh  | Nha bích (Phụng Chủy Hoàng Dực)        | Úy Liễu Tử             |
| Tào Phi            | Thần Nại Diên Niên     | Song nhận đao (Vô Tấu)                 | Điển luận              |
| Bàng Đức           | Sâm Điền Thành Nhứt    | Song kích (Kinh Thiên Động Địa)        | Quyết tử chi quan dũng |

Ngô Quốc
| Danh xưng nhân vật | Thanh ưu             | Võ khí (Võ khí cấp 4)                      | Đạo cụ                        |
| ------------------ | -------------------- | ------------------------------------------ | ----------------------------- |
| Châu Do            | Cát Thủy Hiếu Hoành  | Thiết kiếm (Cổ Đĩnh Đao Chân)              | Thiên hạ nhị phân thơ         |
| Lục Tốn            | Dã Đảo Kiện Nhi      | Song kiếm (Thiểm Phi Yến)                  | Lục Thao                      |
| Thái Sử Từ         | Quải Xuyên Dụ Ngạn   | Song Tiên (Hổ Phác Ẩu Lang)                | Cải lục thập nhựt thệ thơ     |
| Tôn Thượng Hương   | Vũ Hòa Xuyên Huệ Mỹ  | Hạ khuyên (Nhật Nguyệt Kiền Khôn Quyển)    | Huyền Đức oản luân            |
| Tôn Kiên           | Đức Sơn Tịnh Ngạn    | Nha kiếm (Chân Thiên Lang Kiếm)            | Vương ấn                      |
| Tôn Quyền          | Gian Chiểu Cửu Nghĩa | Tích nhận kiếm (Bạch Viêm Hoàng Lang Kiếm) | Tôn Thị chi binh pháp         |
| Lữ Mông            | Quật Chi Kỉ          | Đoạn kích (Bạch Hổ Ngạc)                   | Chiến Quốc sách               |
| Cam Ninh           | Tam Phố Tường Lang   | Giáp đao (Bá Hải)                          | Nga điểu chi vũ               |
| Hoàng Cái          | Đạo Điền Triệt       | Thiết tiên (Đoạn Hải Tiên)                 | Tôn Ngô chi tửu               |
| Tôn Sách           | Hà Nội Hiếu Bác      | Toàn côn (Bá Vương)                        | Tôn Tẫn binh pháp             |
| Đại Kiều           | Đảo Phương Thuần Tử  | Anh phiến (Kiều Mỹ Lệ)                     | Nguyệt quang hoa chi phát sức |
| Tiểu Kiều          | Đảo Phương Thuần Tử  | Đào phiến (Kiều Giai Lệ)                   | Dương quang hoa chi phát sức  |
| Chu Thái           | Thạch Xuyên Anh Lang | Hồ đao (Tiêu)                              | Thanh tản cái                 |
| Lăng Thống         | Tùng Dã Thái Kỉ      | Song tiết côn (Nộ Đào)                     | Trọng Mưu thượng y            |

Thục Quốc
| Danh xưng nhân vật | Thanh ưu              | Võ khí (Võ khí cấp 4)                      | Đạo cụ                      |
| ------------------ | --------------------- | ------------------------------------------ | --------------------------- |
| Triệu Vân          | Tiểu Dã Phản Xương Dã | Trực thương (Hào Long Đảm)                 | Khổng Minh chi cẩm nang     |
| Quan Vũ            | Tăng Cốc Khang Kỉ     | Yển Nguyệt đao (Huỳnh Long Yển Nguyệt Đao) | Xuân Thu Tả Thị truyện      |
| Trương Phi         | Quải Xuyên Dụ Ngạn    | Thiết mâu (Phá Quân Xà Mâu)                | Đào Viên chi tửu            |
| Gia Cát Lượng      | Tiểu Dã Phản Xương Dã | Vũ phiến (Chu Tước Vũ Phiến)               | Xuất sư biểu                |
| Lưu Bị             | Viễn Đằng Thủ Tai     | Tiêm kiếm (Chân Huỳnh Long Kiếm)           | Kính mẫu chi thảo hài       |
| Mã Siêu            | Phục Quyển Hạo Tư     | Trực thương (Long Kị Tiêm)                 | Tây Lương cẩm chi thủ cương |
| Hoàng Trung        | Xuyên Tân Thái Ngạn   | Bàn đao (Phá Tà Toàn Phong Trảm)           | Hoàng Trung cung            |
| Khương Duy         | Gian Chiểu Cửu Nghĩa  | Tam Tiêm thương (Ngang Long Ngạc Thiểm)    | Binh pháp nhị thập tứ biên  |
| Ngụy Diên          | Tăng Cốc Khang Kỉ     | Tràng bính song đao (Song Cực Diệt Tinh)   | Phản cốt tương chi diện     |
| Bàng Thống         | Hà Nội Hiếu Bác       | Huyễn trượng (Hào Phong Thần Trượng)       | Thủy Kiếng quyên bố         |
| Nguyệt Anh         | Lạp Nguyên Lưu Mĩ     | Chiến qua (Hồ Để Thương Nguyệt)            | Lạc sào nhân hình           |
| Quan Bình          | Trung Vĩ Lương Bình   | Trảm mã đao (Thần Long Thăng Thiên Đao)    | Vân Trường bát quyển        |
| Tinh Thái          | Dã Điền Thuận Tử      | Xoa đột mâu (Huỳnh Thiên)                  | Dực Đức chi thủ sức         |

Tha (Khác)
| Danh xưng nhân vật | Thanh ưu                | Võ khí (Võ khí cấp 4)                  | Đạo cụ                         |
| ------------------ | ----------------------- | -------------------------------------- | ------------------------------ |
| Điêu Thuyền        | Tiểu Tùng Lý Ca         | Song chùy (Kim Lệ Ngọc Chùy)           | Phụng Tiên trâm                |
| Lữ Bố              | Đạo Điền Thiết          | Thiết kích (Vô Song Phương Thiên Kích) | Phi tướng khải                 |
| Đổng Trác          | Quật Chi Kỉ             | Ngục đao (A Tu La)                     | Cửu tích                       |
| Viên Thiệu         | Long Cốc Tu Võ          | Bửu kiếm (Chân Bá Đạo Kiếm)            | Bá đạo khải                    |
| Trương Giác        | Xuyên Tân Sái Ngạn      | Yêu trượng (Oanh Hỏa Thần Trượng)      | Thái Bình yếu thuật            |
| Mạnh Hoạch         | Hạnh Dã Thiện Chi       | Man Quyền (Bách Thú Vương)             | Nam Trung Vương chi vương quan |
| Chúc Dung          | Mễ Bản Thiên Châu       | Đầu hồ nhận (Hỏa Nghiệp)               | Hỏa Thần chi vũ                |
| Tả Từ              | Tá Đằng Chánh Trị       | Chú phù (Minh Thiên Chiếu Phù)         | Độn Giáp thiên thơ             |
| Viễn Lữ Trí        | Trí Niêm Long Thái Lang | Liêm đao (Vô Gian)                     | Thần biến Quỷ độc tửu          |
| Đắc Kỉ             | Kim Nguyệt Chân Mỹ      | Tú cầu (Băng Quốc)                     | Sát Sanh thạch                 |

Chiến Quốc 1
| Danh xưng nhân vật         | Thanh ưu                | Võ khí (Võ khí cấp 4)                         | Đạo cụ                      |
| -------------------------- | ----------------------- | --------------------------------------------- | --------------------------- |
| Chân Điền Hạnh Thôn        | Thảo Vĩ Nghị            | Thập văn tự thương (Viêm Thương Tố Tiên Minh) | Lục văn tiền                |
| Tiền Điền Khánh Thứ        | Thượng Điền Hựu Tư      | Nhị hựu mâu (Thiên Chi Quỳnh Mâu)             | Khánh Thứ đạo trung nhật kí |
| Chức Điền Tín Trường       | Tiểu Sam Thập Lang Thái | Quỷ thiết (Xà Chi Thô Chánh)                  | Đôn thạnh hội quyển         |
| Minh Trí Quang Tú          | Lục Xuyên Quang         | Nghiệp vật (Linh Kiếm Bố Đô Ngự Hồn)          | Ái đãng bách vận            |
| Thạch Xuyên Ngũ Hữu Vệ Môn | Giang Xuyên Ương Sanh   | Thạch cát (Khôi Phạt Chiết La)                | Thiên Điểu hương lô         |
| Thượng Sam Khiêm Tín       | Điền Trung Nhượng Trị   | Thất ác đao (Thiên Tùng Vân)                  | Mã thượng bôi               |
| Thị                        | Tiền Điền Ái            | Kiếm ngọc.Mai (Mộc Hoa Khai Da.Cúc)           | Tiểu đậu đại                |

## Phần sau của game
Xem bài chính Warriors Orochi 2